# Peter Mayhew

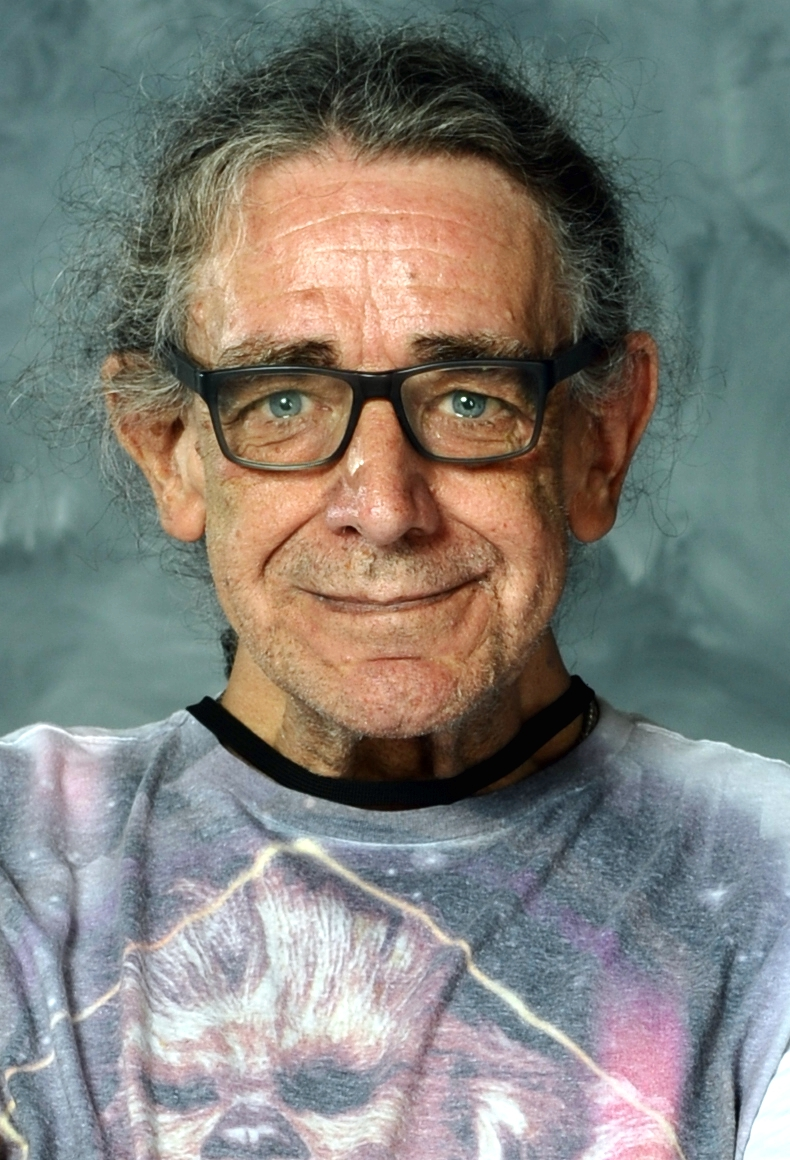
Peter Mayhew (2015)

Peter William Mayhew (* 19. Mai 1944 in Barnes, England; † 30. April 2019 in Boyd, Texas) war ein britisch-amerikanischer Schauspieler, der seine Bekanntheit der Darstellung des Wookiee Chewbacca in den Star-Wars-Filmen verdankte.

## Leben
Bevor der 2,21 Meter große Mayhew das Schauspielen entdeckte, arbeitete er als Krankenpfleger im Londoner King’s College Hospital. Er erhielt sein erstes schauspielerisches Engagement im Jahr 1977, als die Produzenten des Ray-Harryhausen-Films Sindbad und das Auge des Tigers (Sinbad and the Eye of the Tiger) Mayhew in einem Foto in einem Zeitungsartikel über Männer mit großen Füßen entdeckten. Sie casteten ihn für die Rolle des Minoton (eines bronzenen Minotaurus).
Beim Casting der Rollen für seinen ersten Star-Wars-Film benötigte Regisseur George Lucas einen großen Schauspieler, der in das Kostüm für Chewbacca passen könnte. Er hatte ursprünglich den Bodybuilder David Prowse im Sinn, aber Prowse entschied sich für die Rolle von Darth Vader, weil er lieber einen Bösewicht spielen wollte. Dies führte Lucas’ Suche zu Mayhew, der die Rolle des Chewbacca in insgesamt fünf Star-Wars-Filmen spielte. Mayhew übernahm die Rolle auch in Star Wars: Episode III – Die Rache der Sith (2005) und Star Wars: Das Erwachen der Macht (2015), gab sie aber anschließend aus gesundheitlichen Gründen ab. Beim 2017 erschienenen Film Star Wars: Die letzten Jedi wirkte Mayhew als Berater des neuen Chewbacca-Darstellers Joonas Suotamo mit.
Mayhew wurde 1997 für seine Darstellung des Chewbacca mit einem Lifetime Achievement Award der MTV Movie Awards geehrt.
Nach Angaben seiner Familie war Mayhew in mehreren Non-Profit-Organisationen aktiv und gründete eine Stiftung, „die sich dafür einsetzt, Menschen mit Krankheiten, Schmerzen und finanziellen Belastungen nach traumatischen Ereignissen Erleichterung zu verschaffen“.
Im Jahr 2005 nahm er die US-amerikanische Staatsbürgerschaft an. Mayhew wohnte zuletzt mit seiner Frau Angie und seinen Kindern in Boyd, Wise County, Texas, wo er am 30. April 2019 im Alter von 74 Jahren an einem Herzinfarkt starb. Er wurde im Azleland Memorial Park and Mausoleum beerdigt.

## Filmografie (Auswahl)
- 1977: Sindbad und das Auge des Tigers (Sinbad and the Eye of the Tiger)
- 1977: Krieg der Sterne (Star Wars)
- 1978: Terror
- 1980: Das Imperium schlägt zurück (The Empire Strikes Back)
- 1983: Die Rückkehr der Jedi-Ritter (Return of the Jedi)
- 2005: Star Wars: Episode III – Die Rache der Sith (Star Wars: Episode III – Revenge of the Sith)
- 2008: Yesterday Was a Lie
- 2015: Star Wars: Das Erwachen der Macht (Star Wars: The Force Awakens)
- 2016: Killer Ink